# ホンダ・アコードツアラー
アコード ツアラー（Accord tourer）は、本田技研工業が生産・販売していたステーションワゴン型の乗用車である。
本項目では前身モデルのアコード ワゴン（Accord wagon）についても述べる。

## 概要
初代モデルは1991年に登場し、日本国内で開発してアメリカで現地生産が行われていたが、2代目はホンダのアメリカ法人で開発・生産され、日本、欧州、オセアニアなどで販売された。3代目以降はアメリカではモデルが廃止されたため、日本で開発・生産された。2, 3代目の時代には、セダン（5, 6代目）をいすゞ自動車にアスカ（3, 4代目）としてOEM供給していたが、こちらにワゴンの設定はなかった。
構造的には3代目アコードに設定されていた3ドアのアコードエアロデッキとは異なり、5ドアのステーションワゴンとして開発された。セダンとBピラーから前側を共有し、後側がワゴン専用設計となる。室内もリアシートより前側はセダンとほぼ共通である。多くのステーションワゴンが収容力を重視して直立したテールゲートを採用する中、C、D両ピラーの中間付近からウエストラインに向けて斜めに傾斜したテールゲートのデザインが特徴的であった。このデザインはテールゲートのヒンジが車両後端から離れるため、テールゲートの舞い幅を小さくし、狭い場所での開け閉めが楽になるという利点もある。このデザインコンセプトは3代目まで維持されたが、4代目では一般的な直立テールゲートに変更された。
なお、本車の初代（同時期の4代目セダン含む）は初代オデッセイのベースとなっており、Aピラーより前方、エンジンルームおよびタイヤハウス周辺のフレームのみ、ほぼ共通の構造を採用している。

## 初代 アコードワゴン CB9型（1991-1994年）
1991年に登場し、日本では4月4日に発売された。エンジンはF22A型のみで、4代目セダンをベースに日本国内およびホンダR&Dノースアメリカ（HRA）がデザイン・開発を、ホンダ・オブ・アメリカ・マニファクチャリング（HAM）が生産を担当した。Bピラーより前をセダンと共用するため、基本的なボディサイズは国内の5ナンバー枠に準じており、室内幅もセダンと同じであるが、ドアモールの厚さから全幅の差が付いている。
ちなみにアメリカでは「アコードワゴン」、日本では「アコード・U.Sワゴン」と称されたが、欧州およびオセアニアでは3代目のハッチバックである「アコードエアロデッキ」が好評だったため、名称が引き継がれた。
ステーションワゴンとしての基本装備はおさえられており、テールゲート部を低く抑え滑り止め加工をしたリヤバンパーや、外側にオフセットされたエキゾーストパイプなどを備える。後席の前倒によるフラットな荷室の拡大が可能であったが、前述の傾斜したテールゲートと、セダンと同じダブルウィッシュボーン形式のリヤサスペンションの荷室への張り出しが大きいことから、荷室の使い勝手がやや犠牲にされている。
日本向けには当初「2.2i」のみのモノグレード構成で運転席エアバッグ、サンルーフ、ブロンズガラス、アルミホイール、フォグランプなどが標準装備だった。外装はダークグレー、ダークブルー、ワインレッドの3色、内装にはベージュカラーと、グレーベースのカラーが用意されていた。1992年2月にマイナーチェンジが行なわれ、「2.2i」にABSが標準装備された。同年6月サンルーフ、ABS、アルミホイール、フォグランプなどが省略された廉価版の「2.2i-R」が追加設定された。
1994年2月に生産終了。在庫対応分のみの販売となる。
1994年3月に2代目と入れ替わる形で販売終了。
日本国内でもスタイリッシュなステーションワゴンとして人気を呼び、約3年間での販売台数は3万8千台にのぼった。一時は数か月の納車待ちが発生した。

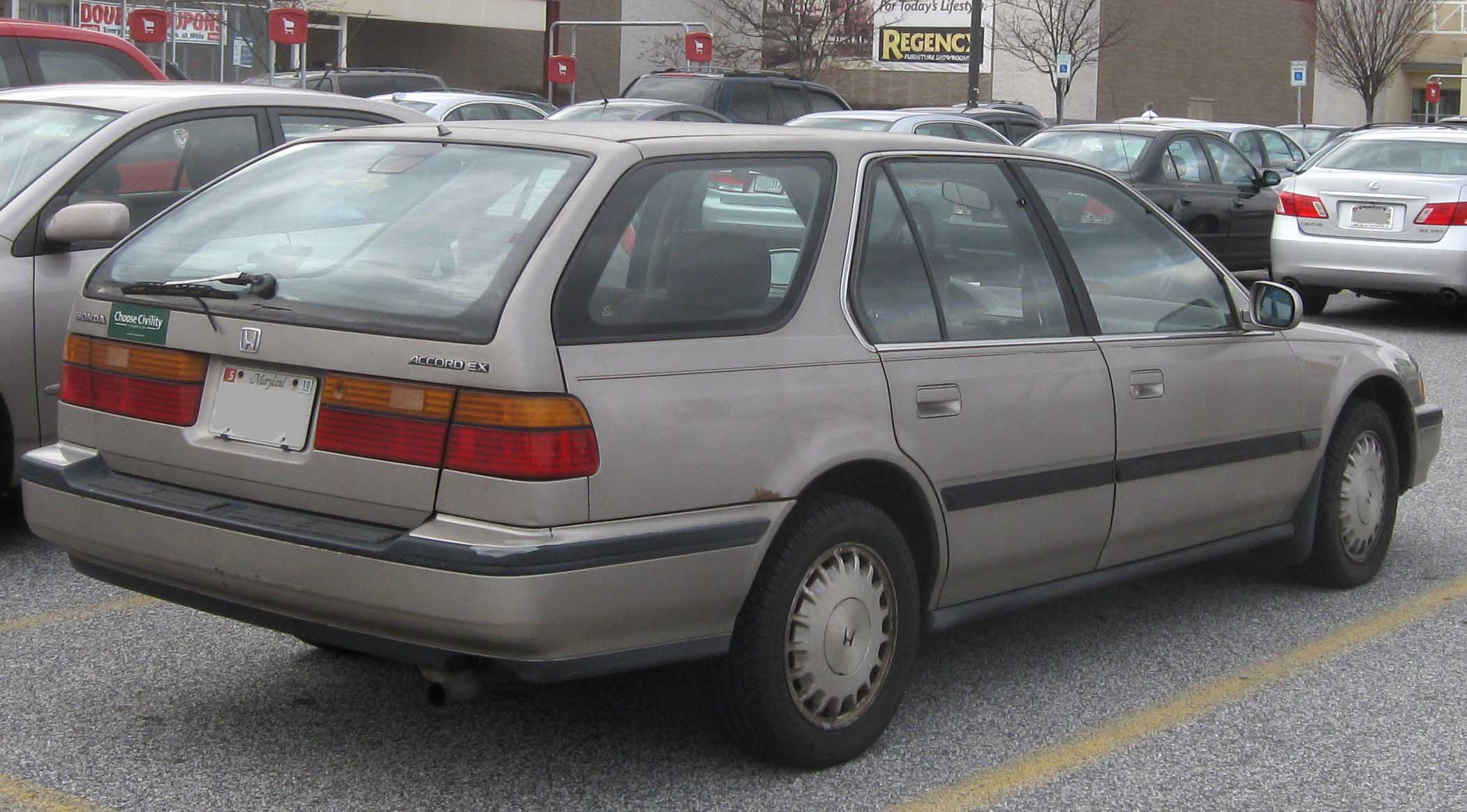
リア
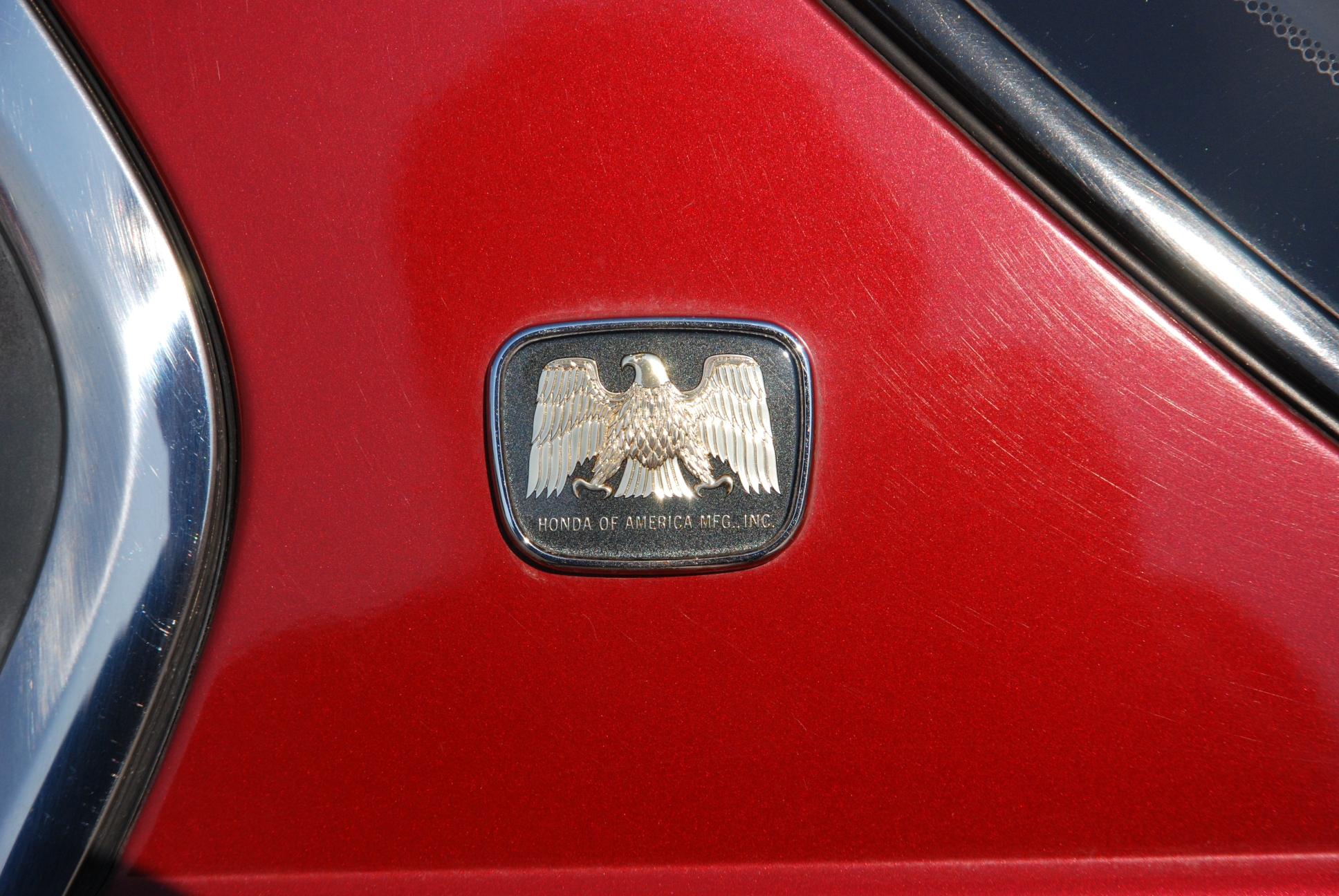
CピラーのHAMエンブレム
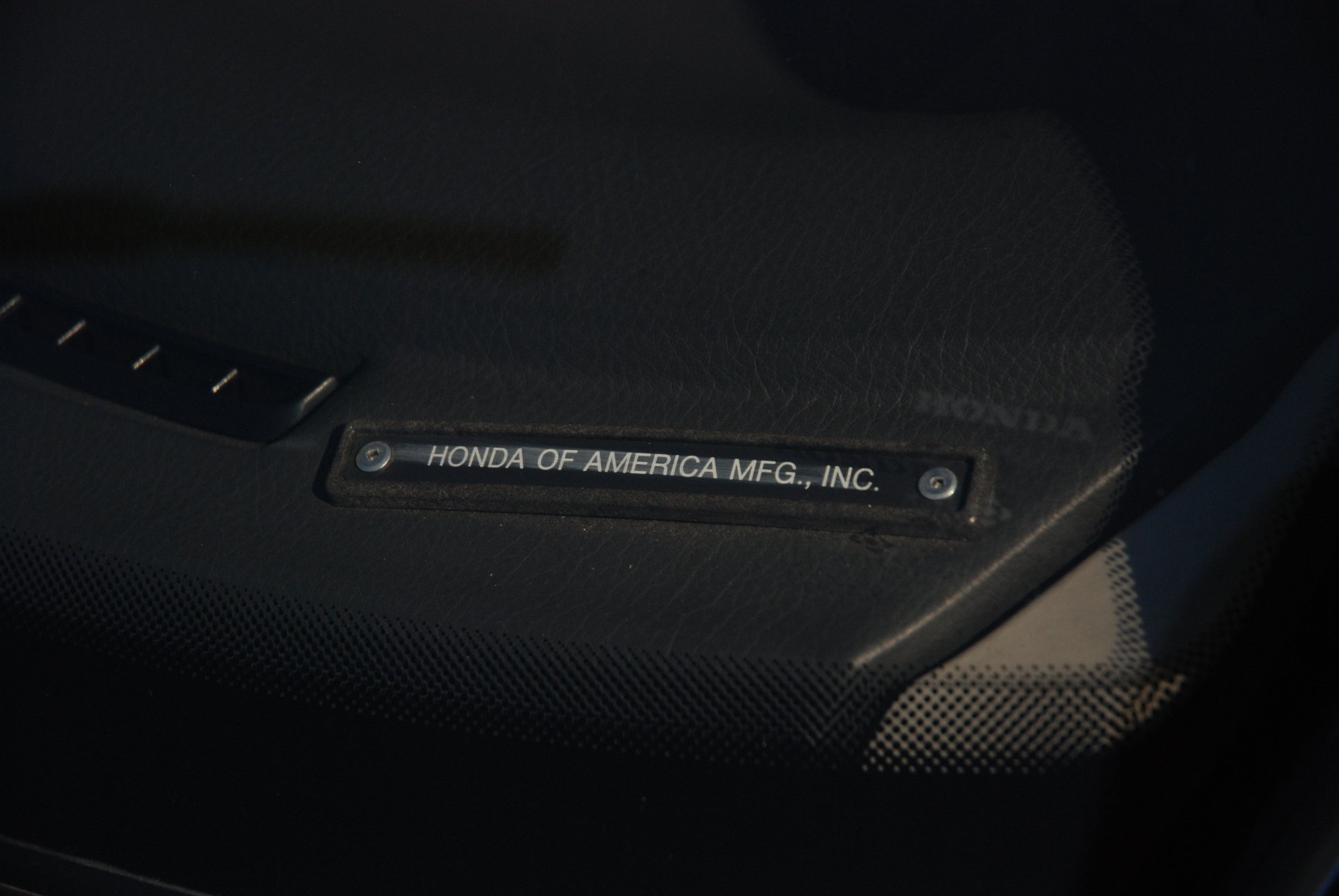
ダッシュボード上のフレームナンバータグ

## 2代目 アコードワゴン CE1/CF2型（1994-1997年）
1994年2月23日に発表され、3月1日より発売。当初、エンジンは初代と同じくF22B型のみだったが、後期型にはプレリュードに搭載されていたH22A型が追加された。
このモデルもアメリカで開発・生産された3ナンバー専用ボディであったが、アメリカ本国ではステーションワゴンからミニバンへと消費者の嗜好が変化し、売り上げは伸びなかった。反面、日本国内ではこのクラスのワゴンにしては比較的安価だった上、社外パーツも各社より豊富にリリースされたため、輸入車としては過去に例がないほどの異例の人気を博した。セダンはいすゞ自動車にアスカとしてOEM供給されたが、アスカにはワゴンが設定されなかった。
発表当時は「2.2Vi」と「2.2VTL」との2グレード構成。全車に充電式キーレスエントリーが装備されていたが、米国仕様が電波式だったのに対し、日本仕様は電波法に抵触する懸念から赤外線式に改められた。
1995年9月に1回目のマイナーチェンジが行なわれた。フロントグリルのデザイン変更（前期でボンネット中央先端に装着されていたHマークがグリル内へと変更）やリヤサイドマーカーの標準化を実施し（これらの変更が前期型と中期型の判別ポイント）、全モデル運転席SRSエアバッグを標準装備した。前後バンパーの変更により全長が+10mmの4,780mmとなり、フロントバンパー内のターンシグナルレンズも若干大型化された。また、2.2VTLからアルミホイールやクルーズコントロール、助手席SRSエアバッグなどを省いた中間グレードの「2.2ViX」が追加された。以後、この2.2ViXがもっとも販売比率が高かった。
1996年3月、ボディーカラーにフロストホワイトが追加された。
1996年9月5日に2回目のマイナーチェンジが行なわれた（翌6日発売）。フロントグリルの格子がメッキからカラードになるとともに、ボディーカラーにソラリスシルバーが追加された。また、全モデル前席SRSエアバッグを標準装備し、2.2ViXにはプライバシーガラスが標準装備となった。同時にDOHC VTECエンジンのH22A（ちなみにこのエンジンは日本で生産された）搭載の「SiR」がそれまでの最上級グレード「2.2VTL」に代わり追加された（それにより、クルーズコントロールの設定車がなくなった）。SiRの専用装備として、フロント大径ブレーキや専用ヘッドライト（ブラックアウトされていて、アコードクーペに標準装備のものと同一）、専用アルミホイール、ブラックカラーの専用シートが設定された。
1997年9月に生産終了。在庫対応分のみの販売となる。
1997年10月に3代目と入れ替わって販売終了。

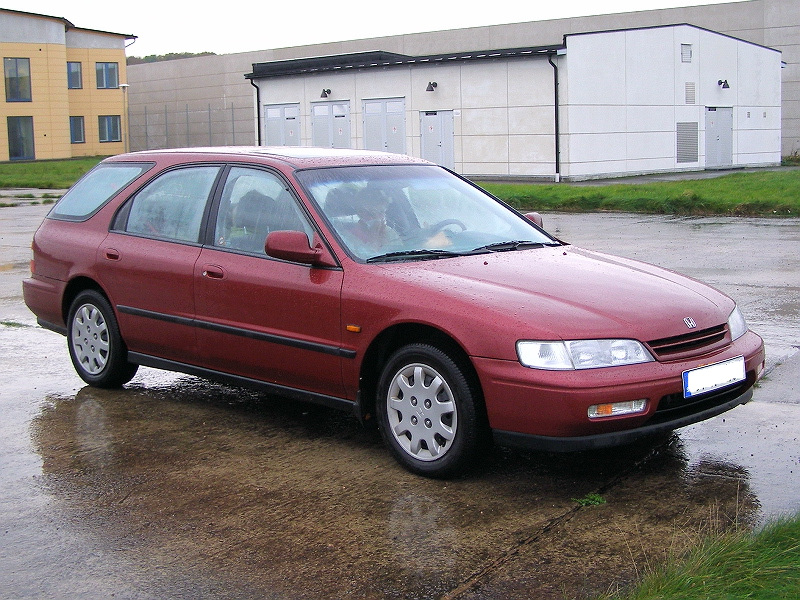
欧州仕様
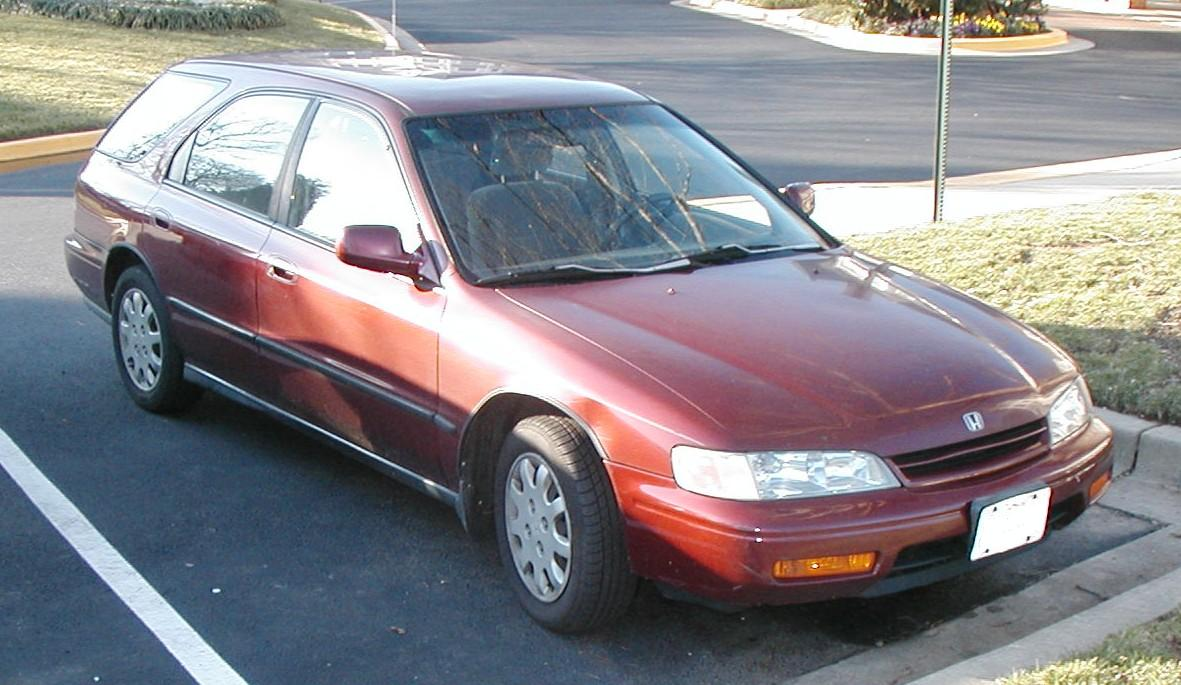
北米仕様

## 3代目 アコードワゴン CF6/7/CH9/CL2型（1997-2002年）
1997年9月4日発表、セダン（翌5日発売）より1か月ほど遅れて同年10月9日発売。このモデルから日本国内での生産・専売となり、正式車名が「アコードワゴン」となった。セダンには姉妹車のトルネオと、先代同様いすゞ自動車へのOEMとしてアスカが存在したが、いずれもワゴンの設定はない。
エンジンは当初F23A型のみであったが、1999年1月21日の「SiR」追加（この時点ではFFのみ）にあたって、H23A型が追加された（どちらもハイオク仕様）。トランスミッションはゲート式4速ATにマニュアルモードが付いたSマチックのみの設定。HIDヘッドライトが標準装備だった。
セダンが5ナンバーボディ(euroR除く)を採用したのに対し、ワゴンはフェンダー幅が若干拡げられている関係で全車3ナンバー登録となる。型式はCF6/7（F23A 搭載車）、CH9（H23A FF）およびCL2（H23A 4WD）。H23A搭載モデルは剛性向上の目的でハブとホイールが従来のPCD114.3/4穴から114.3/5穴に変更され、以降の代ではすべてこの規格を採用している。
2000年6月1日、マイナーチェンジ（翌2日発売）。外観では、フロントグリルとリアコンビライト、及び「2.3VTL」のアルミホイールのデザインを変更。オーディオシステムにアクティブノイズコントロールを採用。SiRは、4WD車とエアロパーツを装備する「スポーティア」を追加。
2002年10月に生産終了。在庫対応分のみの販売となる。
2002年11月に4代目とバトンタッチして販売終了。

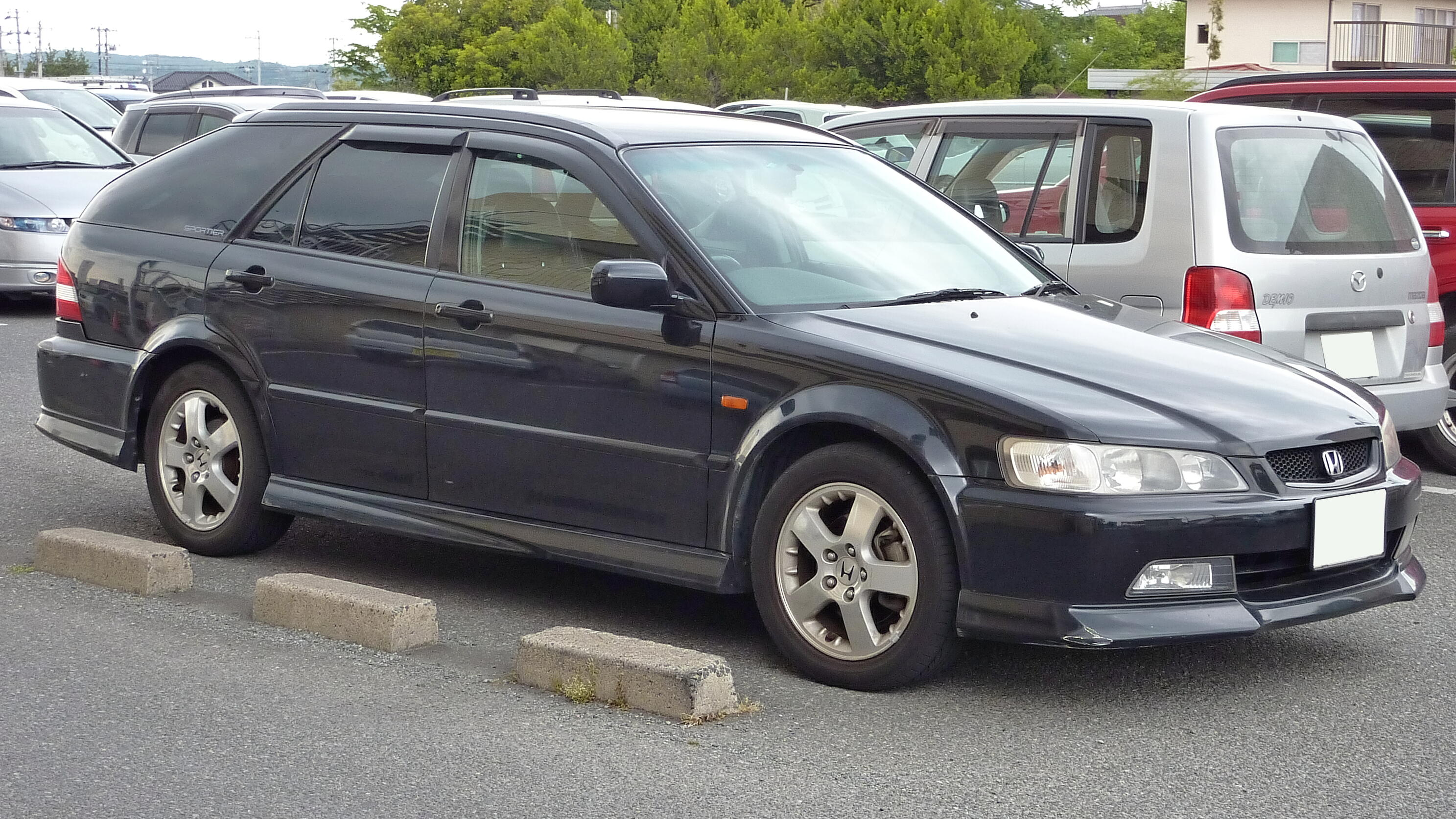
後期型 SiRスポーティア
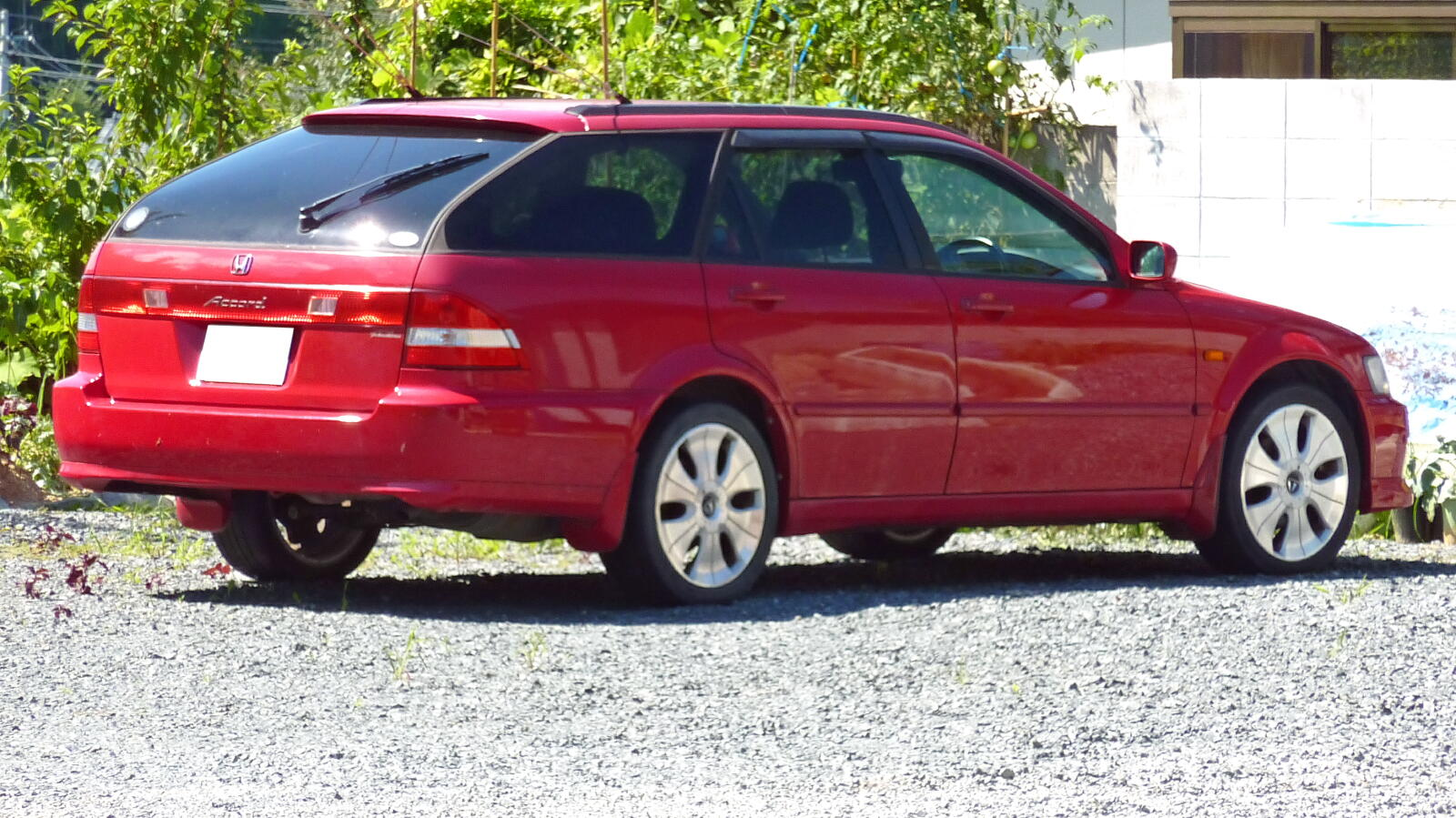
後期型 リア

## 4代目 アコードワゴン CM1/2/3型（2002-2008年）
2002年10月10日発表、アコード（翌11日発売）より1か月半ほど遅れて同年11月28日に発売された。
エンジンはすべて新開発のK24A型となり、アコードセダンや翌年に発売されたオデッセイアブソルートに搭載されている200PSと、後年に発売されたエリシオン（2.4L）やCR-Vに搭載されている超低排出ガス仕様の160PSの2種類のエンジンが搭載された。違いは排気口が両出しが前者（グレード：24T）、右側のみのものが後者（グレード：24E）である。
スタイリングを大幅に変更し、ハヤブサをモチーフに設計されたウイングルーフを採用。先代の反省を生かし、後方部も傾斜式からごく普通の直立式になっている。さらにセダンより50mm長いホイールベースとワゴン専用リヤサスペンションの採用により、カーゴスペースが増大した。型式はCM2/3である。
ステーションワゴン初の電動式リアテールゲートが採用された。また、ヘッドライトは鋭く、セダン同様ドアミラーウインカーを標準装備しており、リアコンビネーションランプは従来の台形風から丸型重視の横長のテールランプとなる。トランスミッションは全グレードSマチック付きで、先代のゲート式からストレート式になったが、先代の4速から5速になった。また、「24T」と「24T・エクスクルーシブパッケージ」にはオプション設定でHonda インテリジェント・ドライバーサポート・システム（インテリジェント・ハイウェイ・クルーズコントロール・レーンキープ・アシストシステム）が装備できる。
また、欧州では「アコードツアラー」として販売されており、日本には設定のない6速MT車やN22A型（i-DTEC）エンジンを搭載したモデルも設定されている。
2004年10月21日にグレード整理が行われ、「24E・エクスクルーシブパッケージ」が「24E・プレミアムパッケージ」に変更となり、新たに最廉価グレードとしてK20A型を搭載した「20A」（型式 CM1）がラインアップされた。
2005年11月24日にマイナーチェンジが行われた。「24T」シリーズはアコードセダン同様の「タイプS」となり、「24E」シリーズは「24EL」となった。
2008年12月にツアラーと交代して生産・販売終了。
- CM1 - 2.0L
- CM2 - 2.4L（FF）
- CM3 - 2.4L（4WD）

かつてニッポン放送は、ラジオカー3号としてアコードワゴンを使用していた。車体は黄色に塗装され、ボンネットにはフジサンケイグループのロゴマークがつけられていた。

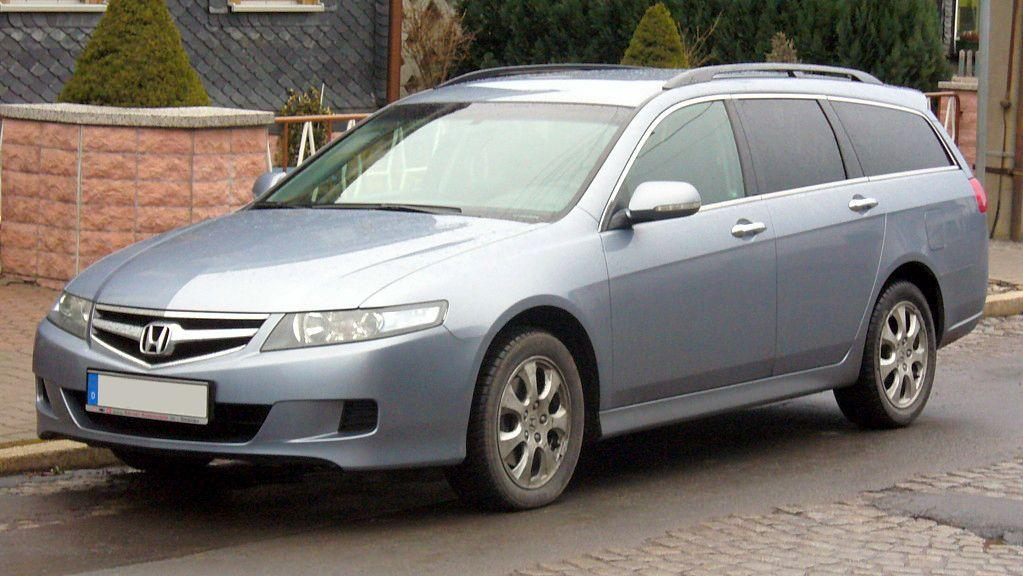
後期型（2005年11月 - 2008年11月）
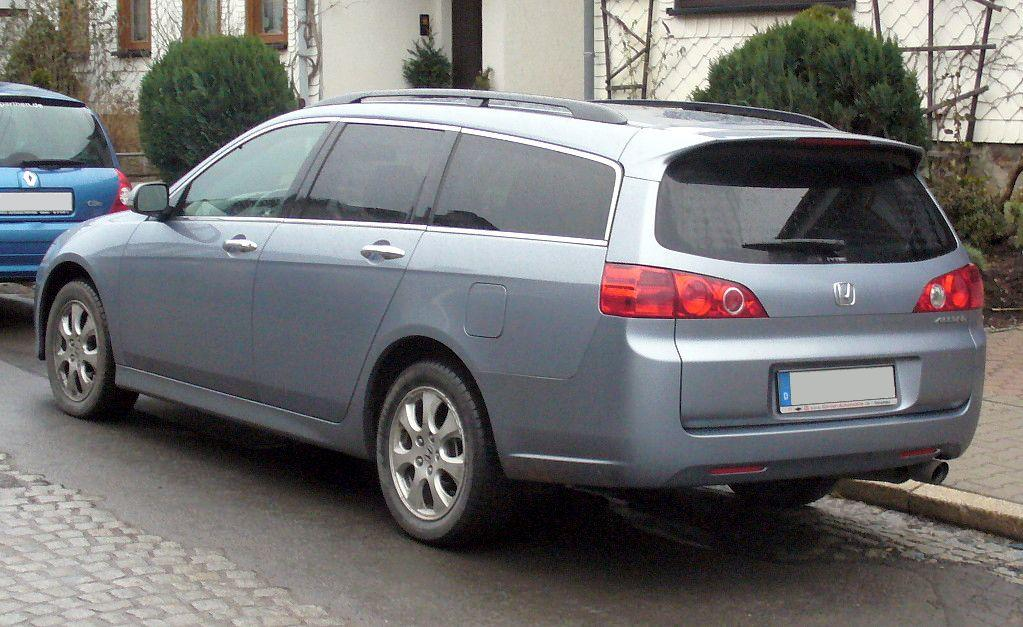
後期型リア

## 5代目 アコードツアラー CW1/2型（2008-2013年）
5代目の欧州仕様（アコードツアラー）は、2007年9月11日から23日まで行われたフランクフルトモーターショーにコンセプトモデルが出展され、2008年2月11日に同年6月より販売されることが発表された。
日本では折からのステーションワゴンの販売低迷もあり、生産終了がささやかれていたが、セダンと同様でフルモデルチェンジが行なわれた。名称は、登場から4代目まで17年間使われてきた「アコードワゴン」から、欧州仕様と同じ「アコードツアラー」に変更された。ベースモデルであるアコード（セダン）は「アキュラ・TSX」としてすでに投入済みであり、ツアラーの方も2010年秋頃にアキュラブランドにて「TSXスポーツワゴン」として投入された。コンセプトは「ニッポンを面白い方へ連れて行け」。
この代では、室内幅を拡大するべくボディを先代比で80〜90mm拡幅した。また、専用の片側スポット溶接設備・工程を導入し、ルーフとピラーとの結合効率を向上させている。シャシーは低重心化を図ったほか、フロントピラーは4代目ホンダ・オデッセイと同様に高張力鋼材を多用した構造を採用し、太さを先代ワゴンから18%スリムにすることにより視界の向上を計った。なお、ホイールベースはセダンと同寸に戻っている。
安全性の向上としては、サイドカーテンエアバッグなど6つのエアバッグや、車両挙動安定化制御システム（VSA）と協調し車両の挙動を安定させる操舵力アシスト機能（モーションアダプティブEPS）全グレードに標準装備している。併せて、自己保護性能と相手車両への攻撃性低減、歩行者傷害軽減を性能を従来より向上したボディを採用した。先代と同様に、高速道路での運転負荷を軽減する車速・車間制御機能（ACC：アダプティブ・クルーズ・コントロール、先代のIHCC）をオプション設定し、車線維持支援システム（LKAS）を一部グレードに標準装備した。
- 2008年10月16日 - スペシャルサイトが公開された。
- 2008年12月4日 - フルモデルチェンジが行なわれた（翌5日発売）[15]。エンジンは8代目アコード同様、全車プレミアムガソリン（ハイオク）仕様のK24A型に統一し、グレード体系もアコードと同様となった。
- 2011年2月24日 - マイナーチェンジが行なわれた[16]。2.4L車は新たな専用装備を追加した「Type S」・「Type S・アドバンスパッケージ」に絞り、新たにレギュラーガソリン仕様のR20A型を搭載した「20TL」・「20TL・スマートスタイルパッケージ」を追加した。なお、新グレードの「20TL」は「平成22年度燃費基準+25%（「20TL・スマートスタイルパッケージ」は「平成22年度燃費基準+20%」）」を達成している。
- 2012年4月5日 - 一部改良が行なわれた[17]。「20TL・スマートスタイルパッケージ」に替わって、リンクアップフリー（装備された専用通信機器でのデータ通信料が無料）に対応したHondaインターナビ、フルセグテレビチューナー、本革巻ステアリングホイールなどを標準装備した「20TL・インターナビパッケージ」を追加するとともに、「Type S」にもリンクアップフリーを追加した。
- 2013年3月 - 日本国内での販売が終了し、公式ウェブサイトも削除される。海外では引き続き販売される。なお、日本国内では低車高ミニバンのジェイドに2列シート5人乗り仕様（2018年5月改良型）が登場するまでの約5年間、3ナンバーサイズのステーションワゴンが空白となった。

## 取扱販売店
- Honda Cars店